# José María Bellido (político)
José María Bellido Roche (Córdoba, 15 de septiembre de 1977) es un político español perteneciente al Partido Popular. Es alcalde de Córdoba desde el 15 de junio de 2019.

## Biografía
Siendo el pequeño de tres hermanos, comenzó sus estudios en el colegio Cervantes de los Maristas. Su vocación por la política pudo venirle de su padre, quien trabajaba en el Ayuntamiento de Almodóvar del Río como secretario. Se licenció en Derecho por la Universidad de Córdoba, realizó un máster en Dirección de Recursos Humanos por la ESIC Universidad de Sevilla y un programa de alta dirección en el Instituto San Telmo de Sevilla.
Está casado y tiene dos hijas. Se afilia a las Nuevas Generaciones del PP en 1996. Consiguió entrar en el Ayuntamiento de Córdoba siendo concejal por el Partido Popular en junio de 2004, siendo además portavoz adjunto del Grupo Popular hasta el año 2007. Una vez que los populares consiguieron la gobernabilidad tras las elecciones municipales de 2011, fue concejal de Hacienda y Gestión hasta la entrada de los socialistas en 2015.
Tras la marcha de José Antonio Nieto a Madrid como diputado en el Congreso de los Diputados, fue elegido portavoz del PP en Córdoba y alcaldable a las elecciones municipales de 2019. Tras ganar dichas elecciones en la ciudad, fue investido alcalde el 15 de junio de 2019, con los votos favorables del Partido Popular y Ciudadanos y la abstención de Vox.
En marzo de 2020 devolvió la nomenclatura original a la calle Cruz Conde, en honor a José Cruz Conde, y a la avenida de Vallellano, en honor a Fernando Suárez de Tangil, que habían sido modificadas por la anterior alcaldesa Isabel Ambrosio.
En las elecciones municipales de 2023 consiguió la mayoría absoluta con quince concejales y un 46% de los votos, convirtiéndose en el primer alcalde popular en lograr la reelección.
Por último, desde 2023, es presidente de la Federación Andaluza de Municipios y Provincias.